# Šlomo Lahat
Šlomo Lahat (hebrejsky: שלמה להט, ‎9. listopadu 1927, Berlín – 1. října 2014, Tel Aviv), známý pod přezdívkou Čič, byl izraelský generál a politik, který v letech 1974 až 1993 zastával funkci starosty Tel Avivu.

## Biografie
Narodil se v Berlíně v tehdejší Výmarské republice a v roce 1933 s rodiči přesídlil do britské mandátní Palestiny. Roku 1941 vstoupil do židovské podzemní vojenské organizace Hagana, která při založení Izraele v květnu 1948 položila základ izraelské armády. V prvních letech existence židovského státu bojoval v jejích řadách ve válce za nezávislost (1948–1949) a sinajské válce (1956). Během služby v armádě zároveň vystudoval právo na Hebrejské univerzitě v Jeruzalémě. V roce 1956 se stal prvním izraelským důstojníkem, vyslaným ke studiu na United States Army Command and General Staff College ve Fort Leavenworthu v Kansasu. Po návratu se stal instruktorem v důstojnické škole izraelské armády. V roce 1959 byl jmenován velitelem v operačním oddělení Generálního štábu. O tři roky později nastoupil k obrněnému sboru a v roce 1966 se stal zástupcem velitele sboru. Během šestidenní války (1967) byl jmenován guvernérem východního Jeruzaléma a poté, co válka skončila, byl povýšen do hodnosti brigádního generála na štáb centrálního armádního velitelství. V roce 1969 byl jmenován velitelem obrněných sil na Sinaji. Během opotřebovací války velel operacím podél Suezského průplavu, a to až do června 1970, kdy byl povýšen do hodnosti generálmajora. V témže roce stanul v čele ředitelství lidských zdrojů (Manpower Directorate) a v této pozici působil až do roku 1973, kdy z armády odešel.
V únoru 1974 byl zvolen v pořadí devátým starostou Tel Avivu, a to za stranu Likud. V této funkci pak působil až do listopadu 1993. Přestože byl zásadově pravicovým politikem, počátkem 90. letech velmi podporoval levicového premiéra Jicchaka Rabina v jeho snaze o ukončení izraelsko-palestinského konfliktu mírovou cestou. Pomáhal organizovat demonstrace na podporu mírových dohod z Osla. Na jedné z nich byl na premiéra Rabina spáchán atentát.
Zemřel v říjnu 2014 v telavivské nemocnici Ichilov ve věku 86 let.